# آرک داستانی

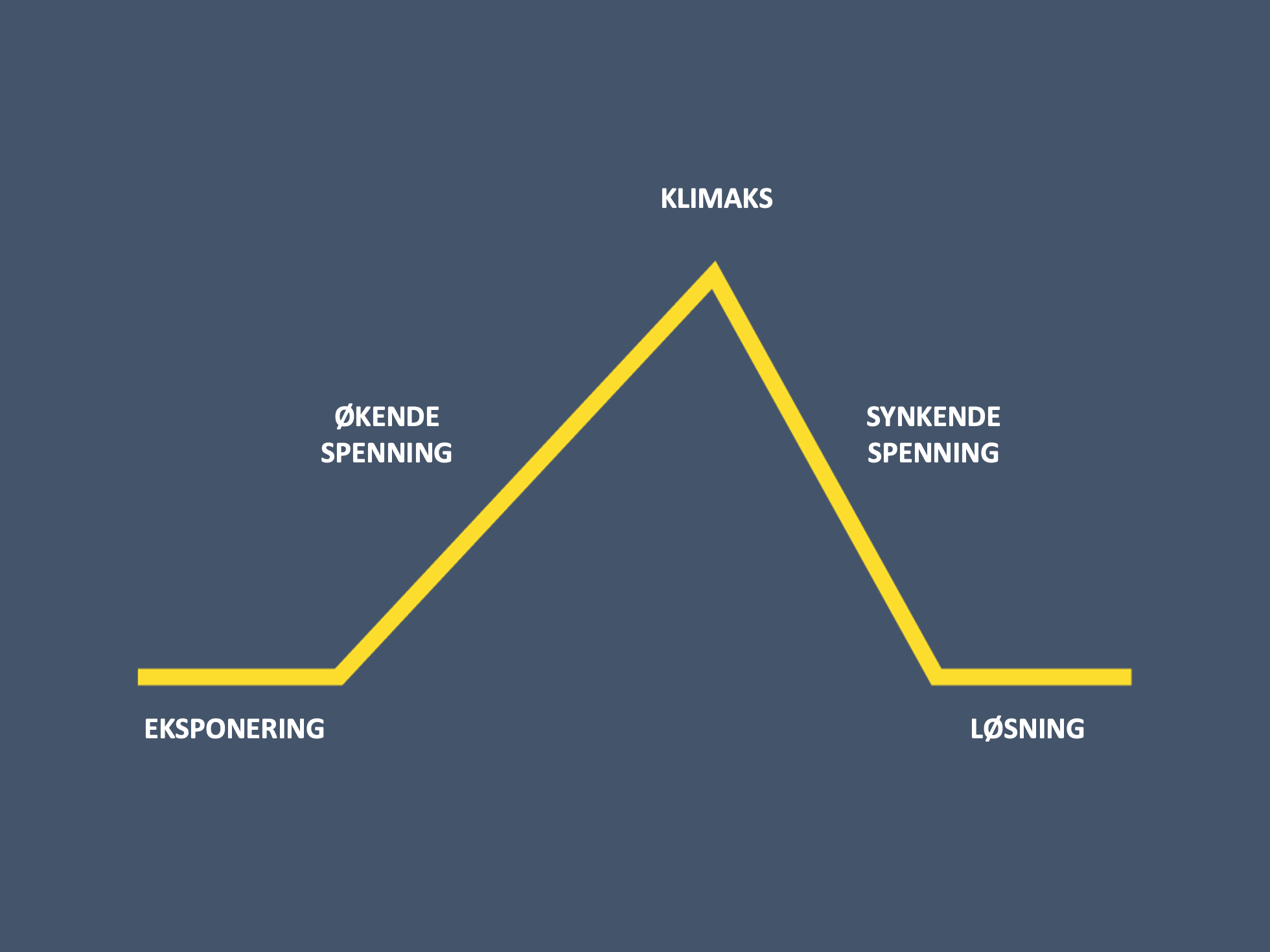
Freytags pyramide som viser hvordan en generell historie blir fortalt

آرک داستانی (به انگلیسی: Story arc) یا قوس داستانی به یک داستان گسترده و ادامه‌دار می‌گویند که به صورت یک مجموعه ادامه پیدا می‌کند. این مجموعه می‌تواند تلویزیونی باشد که به آن سریال می‌گویند، یا می‌تواند مجموعه بازی باشد مانند مجموعه بازی کامپیوتری اتومبیل دزدی بزرگ یا کتاب داستان یا کتاب مصور باشد مانند ماجراهای تن‌تن.

## قوس در کتاب‌های مصور
ماهانه شماره‌هایی از مجموعه داستان‌های مصور در کشورهای مختلف منتشر می‌شود. در ایالات متحده آمریکا این مجله‌های مصور عمدتا به وسیله دو شرکت مارول کامیکس و دی‌سی کامیکس منتشر شده و گاهی در طول مجموعه‌هایی مثل بتمن یک خط داستانی را کلید می‌زند که چندین شماره از آن مجموعه را به آن خط داستانی اختصاص می‌دهد که به آن قوس (آرک) می‌گویند.